# Yui Susaki
Yui Susaki (須崎 優衣 Susaki Yui?), född 30 juni 1999, är en japansk brottare som tävlar i fristil.

## Karriär
Yui Susaki tävlade vid de olympiska sommarspelen 2020 i Tokyo, där hon tog guld i 50-kiloklassen. Hon är även fyrfaldig VM-guldmedaljör.